# 抗不安薬
抗不安薬（こうふあんやく、Anxiolytic）とは、不安およびそれに関連する心理的・身体的症状の治療に用いられる薬剤である。主に不安障害の治療に用いられる。ベンゾジアゼピン系の抗不安薬は、トランキライザー（精神安定剤）とも呼ばれるが、依存性の問題が持ち上がった時に、抗うつ薬が売り出され抗不安薬という用語が用いられるようになった。
不安障害に対する、ベンゾジアゼピン系の抗不安薬は長期的な有効性の根拠が欠如しているため推奨されず、推奨されるのは抗うつ薬のみである。ベンゾジアゼピン系の使用は、自殺の危険性を増加させる。抗うつ薬やベンゾジアゼピン系の薬剤の急激な断薬は、激しい離脱症状を生じる可能性があるため推奨されない。
各国は、薬物の乱用に対するための1971年の向精神薬に関する条約に批准し、同様の法律を有しており、日本では麻薬及び向精神薬取締法が、ベンゾジアゼピン系を含めた乱用の懸念のある薬物を定めている。世界保健機関（WHO）は、ベンゾジアゼピン系の使用を30日までにすべきとしている。2010年に国際麻薬統制委員会は、日本でのベンゾジアゼピン系の消費量の多さの原因に、医師による不適切な処方があるとしている。不適切な処方、とりわけ多剤大量処方はオーバードース（過量服薬）の背景にあるために、2010年には精神医療に関する4学会が、それらを処方する医師に対して、適正使用のお願いを行った。

## 歴史
1940年代に、ホフマン・ラ・ロッシュ製薬のレオ・スターンバックが、染料を目的としてキナゾリン化合物を作ったつもりが、偶然にも後にベンゾジアゼピンとして知られる物質を合成しており、抗不安作用が見いだされ、クロルジアゼポキシドと命名された。バルビツール酸系のフェノバルビタールのような薬の危険性が認識されるなか、クロルジアゼポキシドは、アメリカで1958年5月に特許が承認され、1960年代にリブリウムの商品名で販売が承認された。
1960年代から1970年代にかけて、生物学的精神医学の重鎮が、不安障害と診断されている人にうつ病が混じっており、抗不安薬より抗うつ薬による治療が適切だと主張された
1980年代に入ると、イギリスでモーズレー病院のマルコム・レーダーが、ベンゾジアゼピンの常用量での依存の問題を提起し、メディアでたびたび取り上げられるようになった。1982年には、医学研究審議会（MRC:Medical Research Council）が、長期のアルコール依存症と類似した脳の委縮が見られるとの報告を受けての調査を行うとしたが、それは行われなかった。1984年には、ヘザー・アシュトンが国民保健サービス（NHS）に薬物の離脱のためのクリニックを開設し、後にMRCにベンゾジアゼピンの長期的な影響を示す脳画像や認知機能検査の結果をMRCに提出している。ロシュ社およびジョン・ワイス社に対し約1万7000件の集団訴訟が行われた。特に1980年代後半には、ベンゾジアゼピンの問題は深刻になっており、抗うつ薬の選択的セロトニン再取り込み阻害薬（SSRI）が、不安障害の背後にうつ病があるとして売り出された。
1996年には、世界保健機関によりベンゾジアゼピン系の使用は、30日までに限定されることを報告されている。

## 抗不安薬の種類

### ベンゾジアゼピン
ベンゾジアゼピン系の不安に対する使用は、短期間に限定される。ベンゾジアゼピン系は、不安障害を治療するための他の処方薬が効きはじめる間までの期間を補う目的で用いられることがある。通常、短期的な中枢神経の沈静が必要な時の一次選択であり、さまざまな症状に用いられる。2週間を超える使用は、離脱症状とリバウンド症状の危険性がある。長期間使用した場合、耐性や依存性が生じる。

### 天然ハーブ
一部の天然ハーブは不安解消効果があるとされている。
- オトメアゼナ - ゴマノハグサ科ウキアゼナ属
- キク科
  - アキノノゲシ属
    - ワイルドレタス

  - シカギク属
    - カモミール
- イワベンケイ - ベンケイソウ科イワベンケイ属
- セイヨウオトギリ（セント・ジョーンズ・ワート） - オトギリソウ科オトギリソウ属
- ミトラガイナ（Mitragyna speciosa）（クラトン、クラトム、Kratom） - アカネ科ミトラガイナ属
- カヴァ - コショウ科コショウ属
- Sceletium tortuosum（カーナ、Kanna） - ハマミズナ科Sceletium属
- シソ科
  - Scutellaria spp.（スカルキャップ、Skullcap) - タツナミソウ属 葉にはバイカリンが含まれている[14]。
    - ブルースカルキャップ（Scutellaria lateriflora）（Blue skullcap）[15]
    - マーシュスカルキャップ（Scutellaria galericulata）（Marsh skullcap）
    - コガネバナ （Scutellaria baicalensis）（Baikal skullcap）

  - Salvia spp.（サルビア、Salvia、セージ、Sage) - アキギリ属（サルビア・ディビノラムではない。サルビア・ディビノラムは、幻覚作用を持つサルビノリンAを含み、日本では所持・使用が禁止されている。）
    - サルビア・オフィキナリス（薬用サルビア、セージ）（Salvia officinalis） (Common sage)
    - サルビア・スプレンデンス（ヒゴロモソウ、サルビア）（Salvia splendens） (Scarlet sage, Tropical sage)
    - サルビア・エレガンス（パイナップルセージ）（Salvia elegans） (Pineapple Sage) [16]
- セイヨウカノコソウ - オミナエシ科カノコソウ属
- コリアンダー [17] - セリ科コエンドロ属
- ナツメグ - ニクズク科ニクズク属
- イノシトール [18] 二重盲検の対照試験において、myo-イノシトール（毎日18グラム）は、パニック発作の減少と副作用の少なさでフルボキサミンより優れていた[19]。ビタミンBの一種。
- エルゴチオネイン - アミノ酸誘導体。タモギタケなどに多く含まれる食品成分。膜輸送体OCTN1によるエルゴチオネイン(Ergothioneine)の脳への取り込みは海馬歯状回における神経新生を促進し、抗うつ効果や抗不安効果を発揮する可能性が示唆されている[20]。
- カンナビジオール（Cannabidiol）（大麻）[21] - アサ科アサ属のアサに含まれるカンナビノイドの一つ。

## 診療ガイドライン
英国国立医療技術評価機構（NICE）の2011年の不安障害に関するガイドラインでは、全般性不安障害（GAD）の治療で、短期的な対策を除きベンゾジアゼピンは用いられず、また抗精神病薬も同様である。パニック障害では、鎮静抗ヒスタミン薬や抗精神病薬、また長期間のベンゾジアゼピンの投薬は良好な結果をもたらさないため推奨されない。これらの疾患に対して、長期間の有効性があるのは抗うつ薬のみである。
NICEの境界性パーソナリティ障害に関する2009年のガイドラインは、自傷行為、情緒不安定に薬物治療は推奨されず、もし処方するとしても、1週間を限度に最小の有効量で、副作用が少なく依存性が低く乱用の可能性が最小で、過量服薬時に相対的に安全な薬を選択し、効果がないときには中止するとしている。
世界保健機関はベンゾジアゼピン系の「合理的な利用」は30日までの短期間であるとしている。ベンゾジアゼピン系は1971年の向精神薬に関する条約において、乱用の危険のある薬物である。
処方傾向
ベンゾジアゼピン系は本質的に同じ機序であるのに関わらず2種類処方されることがあり、ノルウェーではそのような処方率は6.9%であった。日本におけるそのような処方率は、30万件の診療データからの解析で2009年には、2剤は14.5%、3剤以上は1.9%である。

## 有効性
2014年の出版バイアスを除外したメタアナリシスから、抗うつ薬のパロキセチンの効果量（英語: Effect size）は、パニック障害に対して0.36、全般性不安障害に対して0.20であり、偽薬をわずかに上回ることが見いだされた。
出版バイアスの調査を行い、アメリカ食品医薬品局（FDA）に提出された臨床試験は、57件でありうち72%にあたる41件が有効だという結果を示した。そのなかで出版された研究は45件であり、96%が有効だという報告であり偏りが見られたが、データを出版された研究だけに限ってメタアナリシスを行っても、大きくデータを膨らませてはいなかった。

## 副作用
抗うつ薬には、投与直後から自殺の危険性のある賦活症候群の危険性がある。世界保健機関は、ベンゾジアゼピン系には自殺を増加させるため慎重な監視と、自殺の恐れ、物質依存、うつ病、不安では特別な注意が必要であり、処方するとしても数日から数週間としている。飼育されたニホンザルに発生する自傷行為に対して、ベンゾジアゼピン系薬剤のジアゼパムの投与では、半数で傷の数が減り、半数では増えた。ベンゾジアゼピン系の薬剤が不安障害を悪化させている可能性がある。（不安障害#原因）
2012年のアメリカの不安障害協会の年次会議では、ベンゾジアゼピン系の抗不安薬の使用は、心的外傷後ストレス障害（PTSD）に対し視床下部-下垂体-副腎系（HPA）軸を抑制するためストレス症状を増大させ、また、恐怖反応はGABA作動性の扁桃体機能を介して消失されるが、このような学習や記憶を無効にするため暴露療法の結果を否定的にすることが報告された。
ベンゾジアゼピン系の使用は、がんや認知症の危険性を増加させる。
1か月以内に、抗うつ薬やベンゾジアゼピン系の薬を服用していた場合、自動車事故の危険性を増加させている。
高齢者では、抗うつ薬やベンゾジアゼピン（特に長時間作用型）の服用は、転倒の危険性を増加させる。

### 死亡リスクの増加
約15,000人の18年の追跡調査では、使用頻度の増加に伴って死亡率が高まることが見出され、抗不安薬・睡眠薬の服用群は、男性3.1倍、女性2.7倍、交絡因子を調整して、それぞれ1.7倍と1.5倍であった。13年間の追跡で、抗不安薬・睡眠薬の服用群は3.22倍で、調整後1.36倍であった。

### 離脱症状
抗うつ薬でもベンゾジアゼピン系の薬剤でも、断薬により離脱症状を生じる可能性があるため、急な断薬は推奨されない。もし、抗うつ薬とベンゾジアゼピン系の薬剤の療法を服用しており両方とも断薬する場合、先にベンゾジアゼピン系の断薬を終了させ、間の期間を1カ月あけることが推奨される。
ベンゾジアゼピン系の薬物は、常用により効果が弱くなる耐性が生じる。このため薬剤を追加することで多剤処方となり、高用量の服用が継続された場合の突然の断薬は、激しい離脱症状のため危険となる。
1960年代には、ベンゾジアゼピン系の薬剤を中止する際に、高用量で用いられた場合に離脱症状が生じることが報告されたが、後に治療用量でも生じることが分かった。離脱症状には、解離性障害、抑うつ、不眠症、動悸、動揺、混乱、胃腸障害、持続的な耳鳴り、不随意筋痙攣、知覚障害、やまれに発作が生じる。概して、半減期の短い薬剤に離脱症状が生じやすい。また元の疾患との区別は困難である。
ベンゾジアゼピン系や抗うつ薬は、アシュトンにより、これらの離脱症状は長期間にわたる傾向があるため、激しい離脱症状を避けるために、ジアゼパムのような低力価で長時間作用型の薬剤に等価換算で置換し、個々の状態に対応しながら1〜2週間ごとに、あるいはそれよりも遅く、以前より10%減らすといった、長ければ半年以上かけて徐々に漸減する方法が推奨されている。
ベンゾジアゼピン離脱症状と、抗うつ薬のSSRIにおける離脱症状は酷似している。